# Aziz Bouderbala
Abdelaziz El Idrissi Bouderbala (arab. عزيز الإدريسي بودربالة) (ur. 26 grudnia 1960 w Casablance) – marokański piłkarz grający na pozycji pomocnika.

## Kariera klubowa
Aziz Bouderbala karierę piłkarską rozpoczął w 1977 roku w klubie Wydad Casablanca. Z Wydadem zdobył mistrzostwo Maroka 1978 oraz trzykrotnie Puchar Maroka 1978, 1979, 1981. 
Dobra gra zaowocowała transferem do szwajcarskiego FC Sion. Z drużyną ze Sionu Bouderbala zdobył Puchar Szwajcarii 1986. W 1988 przeniósł się do Francji, do Racingu Paryż. W klubie z Paryża grał przez dwa lata. W sezonie 1989–1990 trenerem Racingu był Henryk Kasperczak. W tym sezonie Racing dotarł do finału Pucharu Francji.
W latach 1990–1992 Aziz Bouderbala grał w Olympique Lyon, po czym w 1992 przeniósł się do portugalskiego G.D. Estoril-Praia. Ostatnie dwa lata kariery spędził w szwajcarskim FC Sankt Gallen, gdzie zakończył karierę w 1995 roku.

## Kariera reprezentacyjna
W reprezentacji Maroka Aziz Bouderbala grał w latach 1977–1992.
W 1980 i 1981 uczestniczył w przegranych eliminacjach do Mistrzostw Świata 1982. W 1985 roku uczestniczył w zakończonych sukcesem eliminacjach do Mistrzostw Świata 1986.
Na Mundialu w Meksyku Aziz Bouderbala był podstawowym zawodnikiem i wystąpił we wszystkich czterech meczach Maroka z reprezentacją Polski, reprezentacją Anglii, reprezentacją Portugalii oraz reprezentacją RFN. Później uczestniczył w przegranych eliminacjach do Mistrzostw Świata 1990.
Obok udziału w Mistrzostwach Świata Aziz Bouderbala trzykrotnie uczestniczył w Pucharze Narodów Afryki w 1986 (czwarte miejsce), 1988 (czwarte miejsce) i 1992.

## Ciekawostki
W 1986 roku Aziz Bouderbala zajął drugie miejsce w plebiscycie na Piłkarza Roku w Afryce, przegrywając jedynie z kolegą z drużyny narodowej Badou Ezzakim.